# ۱۱۹۷ (خورشیدی)
۱۱۹۷ هزار و صد و نود و هفتمین سال هجری خورشیدی است.